# معاملة المثليين في باراغواي
قد يواجه الأشخاص من المثليين والمثليات ومزدوجي التوجه الجنسي والمتحولين جنسياً (اختصاراً: LGBT) في باراغواي تحديات قانونية لا يواجهها غيرهم من المغايرين جنسيا. يعتبر النشاط الجنسي المثلي بين الرجال وبين النساء قانونيا في باراغواي، لكن المنازل التي يعيش فيها الشركاء المثليون غير مؤهلة للحصول على نفس الحماية القانونية المتاحة للأزواج المغايرين. لا تزال باراغواي واحدة من الدول المحافظة القليلة في أمريكا الجنوبية فيما يتعلق بحقوق المثليين.
في يناير 2018، قضت محكمة الدول الأمريكية لحقوق الإنسان بأن الاتفاقية الأمريكية لحقوق الإنسان تقضي وتطلب الاعتراف بزواج المثليين. كان الحكم ملزماً بالكامل لكوستاريكا ويضع سابقة ملزمة لبلدان أمريكا اللاتينية ومنطقة البحر الكاريبي الأخرى بما في ذلك باراغواي. هناك حاليًا دعوى قضائية في الانتظار للاعتراف بزواج المثليين تعتمد على حكم محكمة الدول الأمريكية لحقوق الإنسان.

## قانونية النشاط الجنسي المثلي
أصبح النشاط الجنسي المثلي قانونيا في باراغواي منذ عام 1880. تحدد السن القانونية للنشاط الجنسي المثلي في باراغواي على 16 وهي غير مساوية للسن القانونية للنشاط الجنسي المغاير المحدد على 14.
خلال دكتاتورية ألفريدو سترويسنر من 1954 إلى 1989، واجه مجتمع المثليين الاضطهاد الشديد وأجبروا على الحفاظ على حياة سرية. في 1 سبتمبر 1959، اندلع حريق في العاصمة أسونسيون. توفي برناردو أراندا، مذيع إذاعي محبوب، في النار. وتدخلت الشرطة وألقت باللوم على 108 من الرجال المثليين في الحريق. تُعرف الحالة اليوم باسم «قضية ال108» (بالإسبانية: "Caso 108")‏. تم إلقاء القبض على الرجال وتعذيبهم وإعلان أسماءهم. ثم ألقت الصحافة باللوم على النثلية الجنسية باعتبارها سبب وفاة أراندا، حيث شجعت حكومة سترويسنر علنًا الكراهية والعنف ضد مجتمع المثليين، ووصفتهم بأنهم «شريرون» و «أشرار» و «غير طبيعيين». لا يزال مجهولًا اليوم إذا كان للرجال أي صلة بموت أراندا. سعت منظمات المثليين لتكريم ضحايا القضية 108، وفي عام 2010، أصدرت المخرجة السينمائية رينات كوستا، التي كان عمها واحدًا من ال108 رجلا، فيلمًا وثائقيًا بعنوان «108 سكين بالو» (بالإسبانية: "108 Cuchillo de Palo")‏، يتألف من مقابلات مع الناجين من «قضية ال108» وكشف النقاب عن الاضطهاد الذي واجهوه.

## الاعتراف القانوني بالعلاقات المثلية

الاعتراف القانوني بالعلاقات المثلية في أمريكا الجنوبية
زواج المثليين
توفر شكل آخر من أشكال الاعتراف القانوني
لا اعتراف
حظر دستوري على زواج المثليين، عبر تقييد تعريف الزواج في الدستور إلى اتحاد بين رجل وامرأءة فقط
المثلية الجنسية غير قانونية

لا يوجد اعتراف قانوني بالأزواج المثليين. منذ عام 1992، يقيد دستور باراغواي الزواج، والاتحادات بحكم الأمر الواقع والأسرة على «رجل واحد وامرأة واحدة».
- تنص المادة 49، بعنوان «حماية الأسرة»، على ما يلي: «الأسرة هي أساس المجتمع. سيتم تعزيزها وضمانها بشكل شامل. وهذا يشمل الاتحاد المستقر بين الرجل والمرأة، وأطفالهما، والمجتمع الذي تم تشكيله مع أي من الأسلاف أو ذريتهم».
- تنص المادة 50، بعنوان «الحق في تكوين أسرة»، على ما يلي: «لكل شخص الحق في تكوين أسرة، في تكوين ونمو يتمتع بموجبها الرجل والمرأة بنفس الحقوق والواجبات.»
- تنص المادة 51، بعنوان «الزيجات القانونية وآثار الاتحادات بحكم الأمر الواقع»، على ما يلي: «يحدد القانون الإجراءات الواجب مراعاتها للزواج بين الرجل والمرأة، ومتطلبات التعاقد عليه، وأسباب الانفصال أو انحلاله وآثاره، وكذلك أحكام إدارة الممتلكات والحقوق والالتزامات الأخرى بين الزوجين، والاتحاد بحكم الأمر الواقع بين الرجل والمرأة، دون أي عوائق قانونية للزواج والتميز بالاستقرار والعلاقة الأحادية، ينتج عنه تأثير مماثل للزواج القانوني، وفقا للأحكام المنصوص عليها في القانون».
- تنص المادة 52 بعنوان «الاتحاد في الزواج» على ما يلي: «يعتبر الزواج من قبل رجل وامرأة أحد العوامل الأساسية في تكوين الأسرة».

بالإضافة إلى ذلك، تحظر المادة 140 من القانون المدني في باراغواي صراحة الزواج بين أشخاص من نفس الجنس.
في يوليو 2010، أعلنت منظمة «سوموسغاي» (بالإنجليزية: "SOMOSGAY")‏ عن نيتها تقديم مشروع قانون زواج المثليين إلى البرلمان. رغم ذلك، لم يحدث أي تصويت.
في مايو 2017، أعلن المرشح الرئاسي سانتياغو بينيا عن «حزب كولورادو» الحاكم دعمه لزواج المثليين. وانتقده بسرعة العديد من النواب وكذلك الرئيس هوراسيو كارتس، الذي حاول قبل أشهر دون جدوى تعديل الدستور للسماح بإعادة انتخابه، وهي خطوة اعتبرتها أحزاب المعارضة غير ديمقراطية. في عام 2013، قال كارتس إنه «سوف أطلق النار على نفسي في خصي...تيه» إذا كان لابد أن يكون له ابن مثلي الجنس.
في 12 كانون الثاني/يناير 2018، أعلنت منظمة «سوموسغاي» (بالإنجليزية: SOMOSGAY)‏ عن عزمها على تقديم التماس إلى محكمة العدل العليا، مطالبة المحكمة بتشريع زواج المثليين في البلاد، مستشهدة بحكم محكمة الدول الأمريكية لحقوق الإنسان الصادر في 9 يناير 2018 بأن الموقعين على الاتفاقية الأمريكية لحقوق الإنسان (والتي تعد باراغواي واحدة منها) يجب عليهم السماح للأزواج المثليين بالزواج. كان رد فعل المسؤولين الحكوميين سلبًا على قرار محكمة الدول الأمريكية لحقوق الإنسان.
في مارس 2018، صرح المرشح الرئاسي ماريو عبده بينيتز (عن حزب كولورادو) بأنه سيستخدم حق النقض ضد أي قانون زواج المثليين يمرره الكونغرس. وفاز في الانتخابات. ادعى معارضون آخرون لحكم محكمة الدول الأمريكية لحقوق الإنسان كذبا أنه لا ينطبق على باراغواي. في مارس 2019، بأغلبية 24 صوتًا مؤيدًا، وافق مجلس الشيوخ في باراغواي على مشروع إعلان يعلن عن نفسه «مؤيد للحياة ولصالح الأسرة»، معربًا عن معارضته لزواج المثليين والإجهاض. وقد تم انتقاد هذه الخطوة من قبل العديد من المشرعين الذين أكدوا أن الدولة علمانية ولا يمكنها فرض مبادئ أو قيم أخلاقية مرتبطة بالدين.

## التبني وتنظيم الأسرة
منذ عام 1997، ينص قانون التبني على أنه يجوز للأشخاص العازبين، من أي جنس، التبني بغض النظر عن حالتهم الزوجية. يتمتع الأزواج والشركاء بحكم الامر الواقع والنساء غير المتزوجات بأفضلية متساوية في التبني.

## الحماية من التمييز
في باراغواي، لا توجد حماية قانونية ضد التمييز على أساس التوجه الجنسي والهوية الجندرية.
في نوفمبر 2015، تم تقديم مشروع قانون لحظر التمييز على أساس الميل الجنسي والهوية الجندرية إلى الكونغرس. ولكن لم يتقدم المشروع من حينها.
تحظر المادة 28 من القواعد واللوائح الداخلية لوزارة الدفاع العام (بالإسبانية: Reglamento Interno del Ministerio de la Defensa Pública)‏ التمييز على أساس التوجه الجنسي ضد موظفي وزارة الدفاع.

## الهوية الجندرية والتعبير عنها
في باراغواي، لا يُسمح للأشخاص المتحولين جنسياً بتغيير أسمائهم ونوع جنسهم في الوثائق الرسمية. في ديسمبر/كانون الأول 2016، قدمت امرأتان من المتحولين جنسياً - يرين روتا وماريانا سيبولفيدا - دعوى قضائية لتغيير أسمائهما، بناءً على المادة 25 من الدستور بشأن حرية التعبير والبناء الحر للهوية، والمادة 42 من القانون المدني التي تسمح بتغيير الاسم الأول.
في أكتوبر 2016، وافقت وزارة الصحة العامة والرعاية الاجتماعية على القرار 695 الذي ينص على أنه يجوز لجميع الأشخاص المتحولين جنسياً استخدام أسمائهم الاجتماعية في السجلات الطبية والتاريخ الطبي والنماذج. كما تنص على أنه يتعين على المسؤولين العاملين في الشبكات المتكاملة للخدمات الصحية تقديم المساعدة والعلاج الإجباري للمتحولين جنسياً بالاسم الاجتماعي الذي يحددونه بأنفسهم.

## الخدمة العسكرية
لا يوجد حظر رسمي يمنع دخول مثليون جنسيا، مثليات ومزدوجي التوجه الجنسي في القوات المسلحة لباراغواي والشرطة الوطنية.
في يونيو 2010، رفض مجلس النواب، بأغلبية 4 أصوات لصالح مقابل 42 صوتًا ضد (4-42)، مشروع قانون كان سيحظر دخول المثليين جنسياً إلى القوة العامة، والذي يتكون من الجيش وقوات الشرطة.

## المناهج الدراسية
في أكتوبر 2017، طبقت حكومة باراغواي حظراً على مناقشة قضايا المثليين في المدارس الحكومية. أضاف وزير التعليم أنه قد يفكر في حرق الكتب التي ترفع الوعي حول المتحولين جنسياً.

## ظروف الحياة
تعتبر باراغواي واحدة من أكثر دول أمريكا الجنوبية محافظة. إن تقارير العنف والتمييز ضد الأفراد من مجتمع المثليين متكررة، وغالبًا ما يتم تجاهلها من قبل الشرطة. تحتفظ الكنيسة الكاثوليكية بتأثير قوي ووجود قوي في البلاد، وتعارض بشدة التدابير الرامية إلى تحسين حياة مجتمع المثليين. تبقى المواقف بين عامة السكان نحو زواج المثليين وحقوق المثليين بشكل عام منخفضة بالمقارنة مع دول أمريكا الجنوبية الأخرى، وخاصة المجاورة الأرجنتين والبرازيل. بالإضافة إلى ذلك، تسبب الارتفاع الأخير في الأصولية الدينية في إثارة القلق بين جماعات الدفاع عن المثليين.

### مسيرات الفخر
منذ عام 2004، نظمت منظمات المثليين مسيرات فخر المثليين في أسونسيون.

## الرأي العام
وفقًا لمسح أجراه مركز بيو للأبحاث، والذي أجري في الفترة ما بين 26 نوفمبر 2013 و 8 يناير 2014، كان 15% من مواطني باراغواي يؤيدون زواج المثليين، و 81% عارضوا ذلك.
أظهر استطلاع «مقياس الأمريكتين» لعام 2017 أن 26% من مواطني باراغواي يدعمون زواج المثليين.

## ملخص
| قانونية النشاط الجنسي المثلي                                                             | (قانوني منذ عام 1880)                   |
| المساواة في السن القانوني للنشاط الجنسي                                                  | No                                      |
| قوانين مكافحة التمييز في التوظيف                                                         | / (بعض الحماية المحدودة لموظفي الحكومة) |
| قوانين مكافحة التمييز في توفير السلع والخدمات                                            | No                                      |
| قوانين مكافحة التمييز في جميع المجالات الأخرى (تتضمن التمييز غير المباشر، خطاب الكراهية) | No                                      |
| قوانين مكافحة أشكال التمييز المعنية بالهوية الجندرية                                     | No                                      |
| زواج المثليين                                                                            | (حظر دستوري منذ عام 1992)               |
| الاعتراف القانوني بالعلاقات المثلية                                                      | (حظر دستوري منذ عام 1992)               |
| تبني أحد الشريكين للطفل البيولوجي للشريك الآخر                                           | No                                      |
| التبني المشترك للأزواج المثليين                                                          | No                                      |
| يسمح للمثليين والمثليات ومزدوجي التوجه الجنسي بالخدمة علناً في القوات المسلحة             | Yes                                     |
| الحق بتغيير الجنس القانوني                                                               | No                                      |
| علاج التحويل محظور على القاصرين                                                          | No                                      |
| الحصول على أطفال أنابيب للمثليات                                                         | No                                      |
| الأمومة التلقائية للطفل بعد الولادة                                                      | No                                      |
| تأجير الأرحام التجاري للأزواج المثليين من الذكور                                         | (غير قانوني للأزواج المغايرين كذلك)     |
| السماح للرجال الذين مارسوا الجنس الشرجي التبرع بالدم                                     | No                                      |